# Freestyleskiën op de Olympische Winterspelen 1994
Freestyleskiën is een van de sporten die beoefend werden tijdens de Olympische Winterspelen 1994 in Lillehammer, Noorwegen. 

## Heren

### Aerials
| rang   | sporter(s)           | land | punten |
| ------ | -------------------- | ---- | ------ |
| Goud   | Andreas Schönbächler | SUI  | 234.67 |
| Zilver | Philippe LaRoche     | CAN  | 228.63 |
| Brons  | Lloyd Langlois       | CAN  | 222.44 |
| 4      | Andrew Capicik       | CAN  | 219.07 |
| 5      | Trace Worthington    | USA  | 218.19 |
| 6      | Nicolas Fontaine     | CAN  | 210.81 |
| 7      | Eric Bergoust        | USA  | 210.48 |
| 8      | Mats Johansson       | SWE  | 207.52 |
|        |                      |      |        |
| 17     | Michiel de Ruiter    | NED  | 168.39 |

### Moguls
| rang   | sporter(s)         | land | punten |
| ------ | ------------------ | ---- | ------ |
| Goud   | Jean-Luc Brassard  | CAN  | 27.24  |
| Zilver | Sergej Sjoepletsov | RUS  | 26.90  |
| Brons  | Edgar Grospiron    | FRA  | 26.64  |
| 4      | Olivier Cotte      | FRA  | 25.79  |
| 5      | Jörgen Pääjärvi    | SWE  | 25.51  |
| 6      | Olivier Allamand   | FRA  | 25.28  |
| 7      | John Smart         | CAN  | 24.96  |
| 8      | Troy Benson        | USA  | 24.86  |

## Dames

### Aerials
| rang   | sporter(s)          | land | punten |
| ------ | ------------------- | ---- | ------ |
| Goud   | Lina Tsjerjazova    | UZB  | 166.84 |
| Zilver | Marie Lindgren      | SWE  | 165.88 |
| Brons  | Hilde Synnøve Lid   | NOR  | 164.13 |
| 4      | Maja Schmid         | SUI  | 156.90 |
| 5      | Natalja Sjerstnjova | RUS  | 154.88 |
| 6      | Kirstie Marshall    | AUS  | 150.76 |
| 7      | Tracy Evans         | USA  | 139.77 |
| 8      | Caroline Olivier    | CAN  | 138.96 |

### Moguls
| rang   | sporter(s)              | land | punten |
| ------ | ----------------------- | ---- | ------ |
| Goud   | Stine Lise Hattestad    | NOR  | 25.97  |
| Zilver | Elizabeth McIntyre      | USA  | 25.89  |
| Brons  | Jelizaveta Kozjevnikova | RUS  | 25.81  |
| 4      | Raphaëlle Monod         | FRA  | 25.17  |
| 5      | Candice Gilg            | FRA  | 24.82  |
| 6      | Tatjana Mittermayer     | GER  | 24.43  |
| 7      | Donna Weinbrecht        | USA  | 24.38  |
| 8      | Ann Battelle            | USA  | 23.71  |

## Medaillespiegel
| rang | land             | goud | zilver | brons | totaal |
| ---- | ---------------- | ---- | ------ | ----- | ------ |
| 1    | Canada           | 1    | 1      | 1     | 3      |
| 2    | Noorwegen        | 1    | 0      | 1     | 2      |
| 3    | Oezbekistan      | 1    | 0      | 0     | 1      |
| 3    | Zwitserland      | 1    | 0      | 0     | 1      |
| 5    | Rusland          | 0    | 1      | 1     | 2      |
| 6    | Verenigde Staten | 0    | 1      | 0     | 1      |
| 6    | Zweden           | 0    | 1      | 0     | 1      |
| 8    | Frankrijk        | 0    | 0      | 1     | 1      |
|      |                  | 4    | 4      | 4     | 12     |

Calgary 1988 · 
Albertville 1992 · 
Lillehammer 1994 · 
Nagano 1998 · 
Salt Lake City 2002 · 
Turijn 2006 · 
Vancouver 2010 · 
Sotsji 2014 · 
Pyeongchang 2018 · 
Peking 2022 
Lijst van olympische medaillewinnaars
Alpineskiën · Biatlon · Bobsleeën · Freestyleskiën · Kunstrijden · Langlaufen · Noordse combinatie · Rodelen · Schaatsen · Schansspringen · Shorttrack · IJshockey